# 首都医科大学宣武医院
首都医科大学宣武医院，创立于1958年，是一所三级甲等综合医院，是首都医科大学第一临床医学院。医院以神经科学和老年医学为重点，以治疗心脑血管疾患为主要特色。医院位于西城区广安门内街道（原属宣武区）长椿街45号。
2021年7月，河北医科大学第一医院加挂“首都医科大学宣武医院河北医院”作为第二名称。